# 納杜多圖爾庫湖
納杜多圖爾庫湖是俄羅斯的湖泊，由克拉斯諾達爾邊疆區負責管轄，位於泰梅爾半島西南部，面積127平方公里，湖水來自融雪和雨水，每年十月至翌年六月結冰。